# Bradysia urticae
Bradysia urticae är en tvåvingeart som beskrevs av Werner Mohrig och Menzel 1992. Bradysia urticae ingår i släktet Bradysia och familjen sorgmyggor.
Artens utbredningsområde är Österrike. Arten är reproducerande i Sverige. Inga underarter finns listade i Catalogue of Life.